# Anton Trampič
Trampič, Anton (tudi Anton Trampitsch, Antoine Trampitch, * 4. april 1860 Razpotje/Wegscheide v občini Kotmara vas/ Köttmannsdorf na avstrijskem Koroškem, † 7. marec 1940 Nancy), Koroški Slovenec pivovar in veleindustrialec v Franciji.

## Poreklo in mlada leta
Trampičevi nedokončani spomini razkrivajo, da se je Trampičev oče Kristijan Trampič rodil leta 1811 v vasi Razpotje na Južnem Koroškem v občini Kotmara vas/ Köttmannsdorf. 100 metrov od rojstne hiše je Napoleon I. med svojimi pohodi postavil svoj generalštab in menda je mladega Kristijana pogosto vzel v naročje. Kristijan se je poročil šele pri 37 letih, vendar je imel kljub temu 14 otrok. Najstarejši so se šolali na liceju v Celovcu, mlajši, vključno z Antonom Trampičem, pa so se morali zadovoljiti z osnovnimi šolami.
Sprva naj bi Anton Trampič le bil za kmeta, vendar mladi Trampič tega ni želel početi. Pri 17 letih je brez kakršnih koli finančnih sredstev in sprva brez vednosti staršev zapustil rojstno hišo in se začel učiti za pivovarja pri Pahatzu v Podgorju v Rožu/ Maria Elend. Po očetovi smrti je šel v šolo varjenja piva v Mödling pri Dunaju, nato pa se je zaposlil v pivovarni v Brunn am Gebirge. Druge postaje v njegovem življenju so bile češka Plzeň (Plzen) (1883-84) ter nazadnje Alzacija in Francija.
Trampitsch je najprej delal v pivovarnah v Lutterbachu (s Francozom, kot poudarja Trampič), Maseveaux, Cravanches (do junija 1886), Montbeliard in Chalons sur Marne. Nazadnje, leta 1897, v Champigneullesu s 6.000 prebivalci v Loreni kupil zempljišče za svojo bodočo pivovarno.

## Razcvet pivovarneGrande Brasserie de Champigneulles
S podporo Victorja Hinzelina je zbral 1 milijon frankov in zgradil pivovarno, ki je kasneje postala znana pod imenom Grande Brasserie de Champigneulles. Že leta 1898 so tam zvarili 25.000 hl piva, pri čemer si je Trampič vizionarsko prizadeval za industrijsko proizvodnjo in izkoristil možnost distribucije po železnici. Večino proizvodnje so v 200-litrskih sodih dostavili trgovcem, nekateri pa so pivo sami natočili v steklenice. Leta 1913 je proizvodnja piva dosegla 210.000 hl, kar je bila količina, ki je v Franciji še nikoli ni bilo. Sčasoma je ta pivovarna postala ena največjih v Evropi in paradni konj francoskega pivovarstva. Pivovarna je imela do 1 250 zaposlenih. Leta 1924 je bilo zgrajeno delavsko naselje Beausoleil.
Med Prvo svetovno vojno je pivovarna oskrbovala fronto pri Marni in Verdunu. Še za časa vojne so naročili nove stroje v Švici, ki so bili dobavljena leta 1918. Tako je pivovarna lahko dobavljala pivo takoj po koncu vojne, medtem ko se je konkurenca še vedno ukvarjala z reorganizacijo. Ko je Trampič leta 1930 zbolel in se upokojil, so v Champigneullesu zvarili 410 000 piv.
Druga svetovna vojna je podjetje bolj prizadela, vendar je René Hinzelin, vnuk drugega ustanovitelja, po vojni nadaljeval z vodenjem podjetja. Šele leta 1970 je pivovarna prešla v nedružinske roke, na začetku 21. stoletja pa je bila vključena v multinacionalko.

## Družina in identiteta
Trampič je bil dvakrat poročen. Njegov sin Armand Trampitsch (18. junij 1890-1970), ki se je podjetju pridružil leta 1911, je prodal svoj delež in odšel v Pariz. Po drugih virih je postal zbiratelj umetnin in zbral izjemno arheološko zbirko. Njegova zbirka slik, večinoma iz 17., 18. in 19. stoletja, je navedena v dražbenem katalogu avkcijske hiše Drouot Rive Gauche v Parizu iz leta 1979.
Trampičeva hčerka Emma Jeanne Gabrielle se je poročila s častnikom Lucienom Laissyjem in je pokopana v istem grobu kot njen oče.
Sam Trampič se je do konca zavedal svojih korenin in svoje koroško slovenske identitete ter v svoji nedokončani biografiji zapisal imena koroških krajev svoje mladosti v slovenščini.

## Recepcija
V mestu Champigneulles, ki je zaradi njegovega dela doživelo razcvet, so po njem poimenovali osrednji mestni trg (Place Antoine Trampitsch). Na francoskih spletnih straneh ga dojemajo kot Slovenca iz "Slovenije" (kar je seveda napačno). Trampič, ki se je rodil leta 1840 na Gurah in je v mladosti zapustil Koroško, je tako tudi primer slovenske identitete, ki sega prek deželnih koroških meja . To pa je povsem skladno z drugimi družbenimi in pravnozgodovinskimi analizami tega časa in prostora. Pokopan je bil na pokopališču znamenitih osebnosti Premontreja v Nancyju.